# Dragan Miletic
Pour les articles homonymes, voir Miletić.
Dragan Miletic est un ancien footballeur yougoslave, né le 4 juillet 1938 à Belgrade. 

## Biographie
Formé à l'Etoile Rouge Belgrade, Dragan Miletic a joué pendant sept ans en première division yougoslave. Au cours de cette période, il a été sélectionné à quatorze reprises dans l'équipe nationale B.
En 1966, Dragan Miletic tente sa chance à l'étranger. Il effectue d'abord un essai à Ajaccio mais ne peut être retenu par le club corse en raison du règlement alors en vigueur limitant le nombre d'étrangers par club. Après une saison passée au PSV Eindhoven (Pays-Bas), il revient en France et signe, le 18 septembre 1967, un contrat de deux ans avec l'AS Nancy-Lorraine.
Premier joueur étranger de l'histoire de ce club naissant (l'ASNL a vu le jour en juin 1967), ce milieu de terrain de petit gabarit (1,71 m pour 67 kg) est, pendant deux saisons, l'animateur de l'équipe sous le maillot de laquelle il dispute 45 matches et inscrit 5 buts en championnat de France de Division 2. Doté d'une très bonne technique, il est parfois jugé un peu lent. Sans doute est-ce l'une des raisons qui ont poussé les dirigeants nancéiens à ne pas lui proposer une prolongation de contrat à l'issue de la saison 1968-1969.
Un temps sollicité par le club d'Epinal (CFA), Miletic prend finalement la direction de Moulins (CFA) où il finit sa carrière en 1973. 
En septembre 2001, une tribune à son nom a été inaugurée au Stade Hector-Rolland, l'enceinte de l'AS moulinoise, club dont Zoran Miletic, son fils, a également porté les couleurs.

## Source
- Marc Barreaud, Dictionnaire des footballeurs étrangers du championnat professionnel français (1932-1997), L'Harmattan, 1997